# Міжнародна асоціація лесбійок, геїв, бісексуалів, трансгендерів та інтерсексуалів
Міжнародна асоціація лесбійок, геїв, бісексуалів, трансгендерів та інтерсексуалів (англ. International Lesbian, Gay, Bisexual, Trans and Intersex Association – ILGA) є міжнародною організацією, яка об'єднує більше 750 груп ЛГБТ з усього світу. Вона продовжує активно проводити кампанію за права меншин на міжнародній арені громадянських та політичних прав людини і регулярно подає клопотання до ООН і урядів держав. ILGA представлена в 110 країнах світу, а також акредитована Організацією Об'єднаних Націй та отримала консультативний статус Економічної і соціальної ради ООН як некомерційна неурядова організація.

## Історія
8 травня 1978 року ILGA була заснована як Міжнародна асоціація геїв (IGA) під час конференції Кампанії за рівність гомосексуалів в Ковентрі, Англія, на зустрічі, де були присутні 30 людей, що представляли 17 організацій з 14 країн світу. В 1986 році вона змінила свою назву на «Міжнародну асоціацію лесбійок та геїв» (ILGA).
Конференція в Ковентрі також закликала Amnesty International (AI) розглянути питання про переслідування лесбійок та геїв. Після 13-річної кампанії АІ зробила права людини лесбійок та геїв частиною свого мандата в 1991 році і зараз виступає за права ЛГБТ на міжнародному рівні.

ILGA брала участь в кампанії з викреслення Всесвітньою організацією охорони здоров'я гомосексуальності зі свого списку хвороб.
ILGA була першою організацією із захисту прав лесбійок та геїв, яка отримала консультативний статус як неурядова організація Організації Об'єднаних Націй. Заяви були зроблені від імені ILGA протягом сесій 1993 та 1994 років на Підкомісії з попередження дискримінації і захисту меншин Організації Об'єднаних Націй та сесії Комісії з прав людини ООН 1994 року. Статус неурядової організації ILGA був призупинений у вересні 1994 року. Однак у липні 2011 року ILGA відновила консультативний статус ЕКОСОР при Організації Об'єднаних Націй, що дозволяє ILGA відвідувати конференції та заходи ООН, подавати письмові заяви, проводити усні та панельні виступи в закладах ООН.
У 2005 році Асоціація опублікувала прес-реліз, в якому зазначалося, що вибори Бенедикта XVI як Папи завдали болю і шкоди ЛГБТ людям.

### Всесвітня конференція
Відповідно до її конституції  ILGA має всесвітню конференцію, в якій можуть брати участь всі її організації-члени, зазвичай встановлює час і місце для наступної конференції.  Однак Виконавча рада застосувала свою владу за конституцією, щоб встановити альтернативне місце, якщо попереднє місце проведення стає непридатним, як це було у 2008 році, коли спочатку вибравши місцем проведення конференції Квебек, було вирішено відмовитися від цієї ідеї через труднощі, з якими зіткнувся місцевий оргкомітет з виділення необхідних коштів, і конференція повинна була відбутися у Відні. Всесвітня конференція ILGA 2010 відбулася у Сан-Паулу, Бразилія, конференція 2012 р. відбулася в Стокгольмі, а конференція 2014 р. відбулася в Мехіко.
Протести навколо конференцій часто робили організацію заходів більш драматичною і у більш негативному світлі, ніж би того хотілося. Через те виникла проблема, яка мала фінансовий характер, і нещодавно конференція ILGA фактично була відкладена через недостатність фінансування.

### Спонсоровані державою звіти ILGA про гомофобію
У 2011 році ILGA випустила свою доповідь з питань гомофобії, що фінансувалася державою,  та мапу, яка висвітлювала 75 країн, які все ще криміналізують одностатеві відносини між двома згодними дорослими. Ці країни знаходяться в основному в Африці та Азії.
У 2016 році ILGA випустила свій останній Спонсорований державою звіт про гомофобію. У звіті стверджується, що "сексуальні акти між представниками однієї статі" незаконні у 72 країнах. Ці країни складають 37% держав ООН. З цих 72 країн 33 знаходяться в Африці, 23 – в Азії, 11 – в Америці та 6 в Океанії.

### Всесвітній огляд ILGA щодо ставлення до ЛГБТІ людей 2016 року
У 2016 році ILGA опублікувала свій Всесвітній огляд щодо ставлення до ЛГБТІ людей. Основним досліджуваним об’єктом було ставлення до "сексуальної орієнтації". 

### Міжнародний форум інтерсексуалів

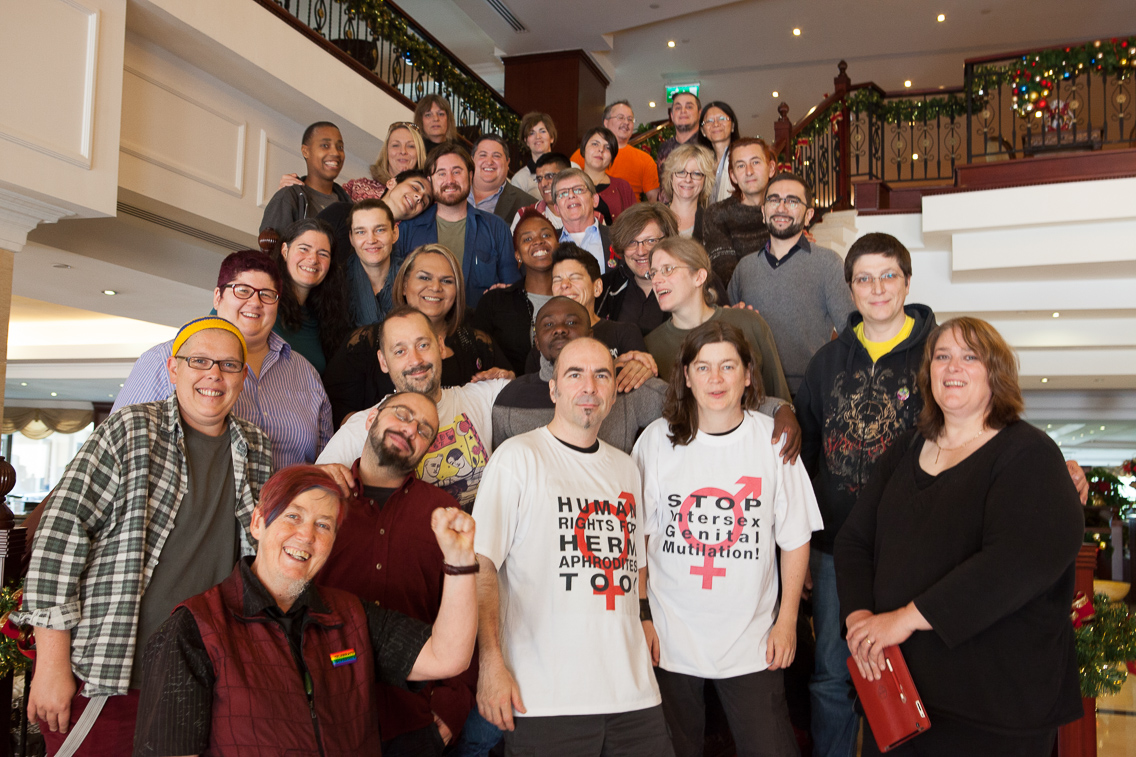
Третій Міжнародний форум інтерсексуалів, Мальта, грудень 2013 року

З метою включення інтерсексуалів в сферу своїх інтересів та завдань, ILGA та ILGA-Europe вийшли з ініціативою виступити спонсором єдиного міжнародного зібрання активістів та організацій, що працюють з інтерсексуалами. Міжнародний форум інтерсексуалів проводиться з 2011 щороку.
Третій форум був проведений в Мальті за участі 34 людей, що представляють 30 організацій "з усіх континентів". Заключна заява підтвердила існування інтерсексуальних людей, підтвердила "принципи Першого та Другого Міжнародних форумів інтерсексуалів та розширила вимоги, спрямовані на припинення дискримінації щодо інтерсексуальних людей та забезпечення права на тілесну цілісність, фізичну автономію та самовизначення". Вперше учасники зробили заяву про реєстрацію народжень, крім інших питань щодо прав людини.

## Члени правління
Виконавчий директор – Ренато Саббадіні (Renato Sabbadini).
До складу Виконавчої ради ILGA, яка є керівним органом, входять: 
- Генеральні спів-секретарі: Рут Бальдаччіно (Ruth Baldacchino, Мальта) та Хелен Кеннеді (Helen Kennedy, Канада). Їх заступниками є Їманія Браун (Ymania Brown, Самоа) та Яхия Заїді (Yahia Zaidi, Алжир / Бельгія).
- Секретаріат інтерсексуалів: NNID (Нідерланди), представлений Міріам ван дер Хейв (Miriam van der Have). Організація Intersex International Австралія, яку представляють Морган Карпентер (Morgan Carpenter) та Тоні Бріффа (Tony Briffa), є її заступниками.
- Секретаріат транссексуалів: STRAP – Спілка транссексуальних жінок в Філіппінах, представлений Брендою Родрігес Алегре (Brenda Rodriguez Alegre). Fem Alliance Uganda, представлений Джей Мулуча (Jay Moulucha), є її заступником.
- Жіночий секретаріат: United and Strong (Сент-Люсія), представлений Джессікою Сейнт Роуз Jessica St Rose. Teatro Cabaret Reinas Chulas (Мексика), представлений Ана Френсіс Мор (Ana Francis Mor), є її заступником.
- Секретаріат бісексуалів: Manodiversa (Болівія), представлений Френком Евеліо Артеага (Frank Evelio Arteaga). LNBi (Нідерланди), представлений Хільде Воссен (Hilde Vossen), є її заступником.

Всі були обрані в Таїланді в грудні 2016 року.. Крім того, у кожному регіоні є по два представники у виконавчому комітеті:
- ILGA-Asia: представникиHiker Chiu] (Тайвань) та Manisha Dhakal (Непал) обрані на конференції ILGA в Азії в жовтні 2015 року.
- ILGA-Europe представникиAnastasia Danilova (Молдова) та Martin K.I. Christensen (Данія), обрані на конференції ILGA-Europe у жовтні 2016 року.
- ILGA Latin America and the Caribbean представники Josefina Valencia Toledano (Мексика) та Beto de Jesus (Бразилія) обрані на конференції ILGA LAC в травні 2014 року.
- ILGA-North America представники Dominique Dubuc (Канада) та Yazmeen Nunez (США) обирані на Всесвітній конференції ILGA у грудні 2016 року.
- ILGA-Oceania представники Tuisina Ymania Brown (Самоа) та Rawa Karetai (Нова Зеландія) обирані на конференції ILGA Oceania в березні 2016 року.
- Pan Africa ILGA представники Akudo Oguaghamba (Нігерія) та Richard Lusimbo (Уганда) обрані на Pan Africa ILGA Conference в травні 2016 року.

## Суперечка та втрата консультативного статусу ООН
Влітку 1993 року ILGA отримала консультативний статус при Економічній і соціальній раді ООН як неурядова організація, яка об'єднує 3 000 організацій у всьому світі. Проте цей статус був призупинений у 1994 році після кампанії під керівництвом Джессі Гелмса, яка була спрямована на членство Північноамериканської асоціації любові чоловіків/хлопчиків (NAMBLA) в ILGA.
Після цього, на початку 1994 року, голосуванням 214 голосів проти 30 ILGA виключила Північноамериканську асоціацію любові чоловіків/хлопчиків (NAMBLA), Vereniging MARTIJN і Project Truth оскільки вони були визнані як такими, чия "переважна мета – підтримувати чи сприяти педофілії". У жовтні 1994 року виконавчий комітет ILGA призупинив членство VSG  (Асоціації за сексуальну рівність), гей-групи в Мюнхені, Німеччина, через їхню солідарність голосів з NAMBLA та їх відмову очиститися від членів-педофілів. Членство VSG було призупинено до наступної щорічної Конференції ILGA у червні 1995 року, коли це питання можна було розглянути у відповідності до конституції ILGA, а саме шляхом вигнання. В квітні 1995 року VSG залишила ILGA, а в 1998 році розпустилася.
ILGA подала заявку на відновлення статусу консультативної організації в 2000 році, , але 30 квітня 2002 року Економічна і соціальна рада Організації Об'єднаних Націй проголосувала 29 голосів проти 17, щоб не підтримати цю заявку,  "базуючись на стурбованості що організації-члени або дочірні компанії заохочували або пропагували педофілію". 
Одне з проблемних питань полягало в тому, чи можна було перевірити чи зв'язки з NAMBLA були фактично перервані, оскільки ILGA не публікувала список своїх членів-організації, зважаючи на побоювання щодо безпеки членів, які живуть у країнах, де гомосексуальність все ще криміналізована.
3 травня 2003 року ЕКОСОР ухвалив рішення про відмову в наданні консультативного статусу ILGA. ILGA подала ще одну заявку разом з іншою організацією  із захисту прав ЛГБТ, але вона була відхилена 23 січня 2006 року в Комітеті неурядових організацій. ILGA дотримується точки зору, що на остаточне відхилення заявок від організацій із захисту прав ЛГБТ вплинули Єгипет і Організація Ісламського співробітництва.
- Десять країн, які голосували проти заявки ILGA щодо ЕКОСОР, включали ті, які найбільш негативно оцінюються ILGA у своєму щорічному звіті проти дискримінації людей, які живуть з ВІЛ/СНІД: Камерун, Китай, Куба, Іран, Пакистан, Російська Федерація, Сенегал, Судан, Сполучені Штати Америки, Зімбабве;
- Підтримку надали держави: Чилі, Франція, Німеччина, Перу, Румунія;
- Колумбія, Індія, Туреччина утрималися;
- Представник Кот-д'Івуару не був присутній.

Проте в ході подальшого голосування за кандидатуру ILGA-Europe  США змінили позицію, хоча ця пропозиція все ж таки була відхилена:
- 9 країн проголосували проти надання консультативного статусу при ЕКОСОР (Камерун, Китай, Кот-д'Івуар, Іран, Пакистан, Російська Федерація, Сенегал, Судан, Зімбабве) та
- 7 країн висловились на підтримку (Чилі, Колумбія, Франція, Німеччина, Перу, Румунія, США);
- 2 утрималися (Індія, Туреччина). [26]

ILGA продовжувала заявляти про свою протидію педофілії і продовжила подаватися на консультативний статус при  ЕКОСОР ООН ще один раз у травні 2009 року. Комітет НУО ООН обговорив останню заявку ILGA під час своїх сесій у травні 2010 року та лютому 2011 року. Під час цих сесій бельгійський представник в ООН попросив проголосувати за заявку ILGA, оскільки "Організація подавала заявку понад десять років і виконала всі передумови, викладені в резолюції. Усвідомлюючи різні погляди на організацію, він просив, беручи до уваги тривалість історії НУО, Комітет ухвалити рішення під час поточної сесії". Голоси на голосування з приводу пропозиції представника Бельгії розділились наступним чином:
- 9 членів Комітету проголосували за (Бурунді, Китаю, Марокко, Нікарагуа, Пакистану, Російської Федерації, Сенегалу, Судану та Венесуелі),
- 7 країн висловились проти  надання консультативного статусу при ЕКОСОР (Бельгія, Болгарія, Індія, Ізраїль, Туреччина, Перу та Сполучені Штати),
- 1 країна утрималась (Киргизстан),
- Мозамбік і Куба не були присутні. [28]

11 грудня 2006 р. ILGA-Europe (разом з  Союзом геїв та лесбійок Німеччини (LSVD) та Датською національною асоціацією геїв та лесбійок (LBL) успішно отримали консультативний статус ЕКОСОР.
25 липня 2011 року ILGA в цілому успішно було надано консультативний статус ЕКОСОР з 30 голосами «за», 13 «проти», і 5 тими, що утрималися.

## Зовнішні посилання
- ilga.org